# Этах
Этах (англ. Etah, хинди एटा) — город в западной части штата Уттар-Прадеш, Индия. Административный центр округа Этах.

## География
Абсолютная высота — 169 метров над уровнем моря.

## Население
По данным на 2013 год численность населения составляет 145 601 человек.
Динамика численности населения города по годам:
| 1991   | 2001    | 2013    |
| ------ | ------- | ------- |
| 78 458 | 107 110 | 145 601 |

## Транспорт
Через город проходит национальное шоссе № 91.